# Joe Montana II: Sports Talk Football
Joe Montana II: Sports Talk Football est un jeu vidéo de football américain développé par BlueSky Software et édité par Sega, sorti en 1991 sur borne d'arcade et Mega Drive.

## Accueil
- Famitsu : 27/40[1]